# The Separatist Party
The Separatist Party ist ein Jazzalbum von Mike Reed. Die wohl um 2022/23 entstandenen Aufnahmen erschienen am 6. Oktober 2023 auf We Jazz Records in Kooperation mit Astral Spirits.

## Hintergrund
Lange vor der COVID-19-Pandemie in den Vereinigten Staaten hatte der Schlagzeuger Mike Reed über das Thema Isolation nachgedacht, verfolgt von einer Geschichte in The New York Times aus dem Jahr 2015 über den Tod eines Bewohners namens George Bell, eines Mannes mit Messie-Syndrom, der zu Hause verstarb und dessen Leiche fast eine Woche lang unentdeckt blieb. Im Januar 2022 versammelte Reed eine Gruppe einiger der Persönlichkeiten der experimentellen und improvisierten Musikszene Chicagos, um diesen „Gedanken erzwungener Abgeschiedenheit“ musikalisch Ausdruck zu verleihen: der Kornettist Ben LaMar Gay, der Dichter und Spoken-Word-Künstler Marvin Tate und Mitglieder von Bitchin Bajas (Rob Frye, Cooper Crain und Dan Quinlivan). Darauf nannten sie die neue Gruppe und das daraus resultierende Album The Separatist Party und griffen damit die Persönlichkeit des Einzelgängers auf, die alle sechs Musiker zeitweise [bedingt durch die Pandemie-bedingten Lockdowns] ausstrahlen. Das Album ist als der erste Teil eines Zyklus geplant, der sich mit Themen der inneren und äußeren menschlichen Isolation beschäftigen soll. Der Vokalist Marvin Tate ist zu hören in „Hold Me, Hold Me“ und „One of Us“, zu denen er die Songtexte beisteuerte, sowie in „We Just Came Here to Dance“ und in „Your Soul“.

## Titelliste
- Mike Reed: The Separatist Party (We Jazz WJCD56, Astral Spirits AS231)[1]

1. Your Soul 4:48
2. A Low Frequency Nightmare 6:54
3. We Came to Dance (Ben Lamar Gay, Cooper Crain, Dan Quinlivan, Mike Reed, Rob Frye) 5:20
4. Floating with an Intimate Stranger 5:07
5. Rahsaan in the Serngeti (Ari Brown) 4:32
6. Hold Me, Hold Me (Musik: Ben Lamar Gay, Cooper Crain, Dan Quinlivan, Mike Reed, Rob Frye; Lyrics Marvin Tate) 3:02
7. Our Own Love Language 4:04
8. One of Us (Musik: Ben Lamar Gay, Cooper Crain, Dan Quinlivan, Mike Reed, Rob Frye; Lyrics Marvin Tate) 4:34
9. Eric's Theme 5:17

Wenn nicht anders vermerkt, stammen die Kompositionen von Mike Reed.

## Rezeption

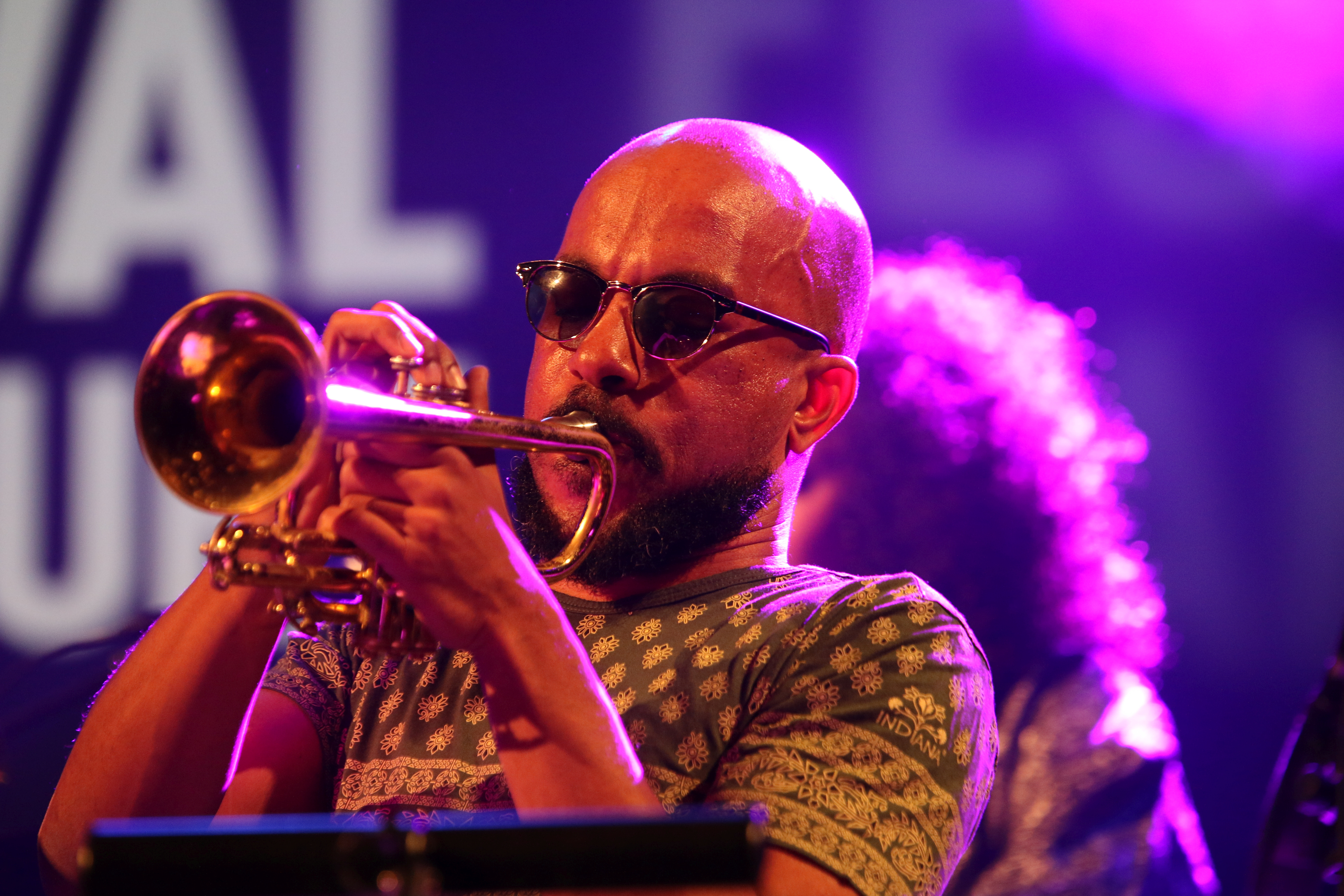
Ben LaMar Gay auf dem Deutschen Jazzfestival mit AACM Now Generation (2015)

Auch wenn dieses Album und Reeds Ensemble nach einer einsamen Abtrünnigen-Gruppe benannt sind und angeblich das erste einer Trilogie von Werken ist, die sich mit Themen der Entfremdung befassen, liege Reeds Hauptanliegen hier eindeutig darin, [Menschen] zusammenzubringen, schrieb Reed Jackson (Spectrum Culture). Auf „The Separatist Party“ kombiniere er persönliche und kommunale Ereignisse, verbinde lokale Geschichte mit künstlerischem Mythos und gleichzeitig zwei Jahrhunderte Chicagoer – und amerikanischer – Musik. Es ist eine Party, aber alles und jeder sei hier immer miteinander verbunden. Reed seinerseits zeige [als Schlagzeuger] eine flinke, sich ständig weiterentwickelnde Vielseitigkeit. Hier zeige er, wie zurückhaltend er agieren kann, indem er sich auf den motorischen, tranceartigen Schwung der Band einlasse, während er gleichzeitig mit erfinderischer Schnelligkeit auf die lebhaften melodischen Flüge LaMar Gays reagiere. Reed verfüge über die stromlinienförmige Kontrolle Jaki Liebezeits, den überschwänglichen Schwung Billy Cobhams und die starken, eleganten Linien Jack DeJohnettes.
Mike Reed sei ein versierter Organisator, der bei der Konzeption des Pitchfork Music Festival mitgeholfen hat. Seine beiden Veranstaltungsorte, das Hungry Brain und das Constellation, würden nicht nur der Unterstützung der lokalen kreativen Musikgemeinschaft dienen, sondern auch der Förderung des Dialogs zwischen ihr und ähnlichen Szenen in anderen Bundesstaaten und im Ausland, schrieb Bill Meyer (Chicago Reader). Und wenn er sich der Leitung einer Band zuwende, schreibe er straffe Jazzstücke, die sich oft mit historischen und existenziellen Themen befassen. Zwar soll sich das Werk mit Entfremdung und Isolation beschäftigen, aber die Musik wirke eher wie ein Gegenmittel gegen die Einsamkeit als wie eine Darstellung davon. Begleitet von fünf lokalen Künstlern habe Reed einen hybriden Sound geschaffen, der forschende Bläserfiguren und saure Gitarrenleads durch eine unwiderstehlich treibende Groove-Matrix aus elektronischen Impulsen und Tönen massierter Percussion verbinde.
Das Album bewege sich zwischen Tates witzigem Gesang, minimalistischen Titeln mit Mitgliedern der Bitchin’ Bajas und spirituelleren Titeln, bei denen LaMar Gays Kornett mit Fryes Tenorsaxophon über Reeds kraftvollem Schlagzeugspiel interagiere, schrieb Tony Dudley-Evans (London Jazz News). Tate agiere mit einer Mischung aus intensivem Deklamieren gesprochener Worte, Brüllen, wie die Amerikaner sagen würden, und auch Singen, entweder über einem wiederholten Ambient-Groove wie bei „Your Soul“, „One of Us“ oder einer funkigeren Rhythmuslinie wie bei „We Just Came Here to Dance“. Seine Worte seien oft auch witzig wie in der Zeile „Deine Seele ist wie ein Moshpit“ in „Your Soul“ oder philosophisch wie in „One of Us“, wo er von einem Nachbarn spricht, der beinahe Mitglied der Temptations geworden wäre, aber „[zu] viel getrunken“ hätte'.
Für die Person, die Isolation erlebe, würden Emotionen zu einer Brutstätte roher Intensität, schrieb Dave Sumner in Daily Bandcamp. Von dieser Position aus werde die Musik von Mike Reeds The Separatist Party kanalisiert, und sei Absicht gewesen. Diese Musik würde herzlich und leidenschaftlich klingen. Manchmal sei der Ton fröhlich, aber die ganze Musik hier brenne vor Emotionen. Dies sei eine der besten Alben des Jahres, so Sumner. Dave Sumner zählte es schließlich zu den besten Jazzalben des Jahres; in einem Jahr, in dem es zahlreiche Themenalben gegeben hätte, sei Mike Reeds „The Separatist Party“ das überzeugendste gewesen. Thematisiert würden „die emotionalen Nuancen eines isolierten Lebens, eines Daseinszustands, der von düster bis  feierlich reicht, alles intensiv und herzlich.“